# Vassy-sous-Pisy
Pour les articles homonymes, voir Vassy.
Vassy-sous-Pisy est une commune française située dans le département de l'Yonne, en région Bourgogne-Franche-Comté. La commune portait le nom de Vassy jusqu'en 2010. Ses habitants sont appelés les Vasseyens.

## Géographie

### Localisation
Vassy-sous-Pisy se situe à la limite de la Côte-d'Or, à égale distance (environ 20 km) de Montbard, de Semur-en-Auxois, de Noyers-sur-Serein, d'Avallon et à 8 km au nord d'Époisses.

### Communes limitrophes
|      | Bierry-les-Belles-Fontaines |                               |
| Pisy | Vassy-sous-Pisy             | Fain-lès-Moutiers (Côte-d'Or) |
|      | Corsaint (Côte-d'Or)        |                               |

### Géologie et relief
La commune est située sur le bord d'un plateau et dispose d'une belle forêt de hêtres et de chênes sur une superficie de 120 hectares.

### Hydrographie
Deux étangs approvisionnaient les habitants en poissons, ils ont été asséchés à la fin du XIXe siècle pour cause d'épidémies. De nombreuses sources alimentent les lavoirs et se transforment en rû  pour finir dans le Rû du Clos qui se jette dans le Ruisseau de Bornant puis dans l'Armançon.

### Climat
Pour des articles plus généraux, voir Climat de la Bourgogne-Franche-Comté et Climat de l'Yonne.
En 2010, le climat de la commune est de type climat des marges montargnardes, selon une étude du Centre national de la recherche scientifique s'appuyant sur une série de données couvrant la période 1971-2000. En 2020, Météo-France publie une typologie des climats de la France métropolitaine dans laquelle la commune est exposée à un climat océanique altéré et est dans la région climatique  Lorraine, plateau de Langres, Morvan, caractérisée par un hiver rude (1,5 °C), des vents modérés et des brouillards fréquents en automne et hiver. 
Pour la période 1971-2000, la température annuelle moyenne est de 10,1 °C, avec une amplitude thermique annuelle de 15,9 °C. Le cumul annuel moyen de précipitations est de 889 mm, avec 12,5 jours de précipitations en janvier et 8,3 jours en juillet. Pour la période 1991-2020, la température moyenne annuelle observée sur la station météorologique de Météo-France la plus proche, « St André », sur la commune de Saint-André-en-Terre-Plaine à 13 km à vol d'oiseau, est de 11,3 °C et le cumul annuel moyen de précipitations est de 849,9 mm. 
La température maximale relevée sur cette station est de 41,3 °C, atteinte le 24 juillet 2019 ; la température minimale est de −16 °C, atteinte le 20 décembre 2009,,. 
Les paramètres climatiques de la commune ont été estimés pour le milieu du siècle (2041-2070) selon différents scénarios d'émission de gaz à effet de serre à partir des nouvelles projections climatiques de référence DRIAS-2020. Ils sont consultables sur un site dédié publié par Météo-France en novembre 2022.

## Urbanisme

### Typologie
Au 1er janvier 2024, Vassy-sous-Pisy est catégorisée commune rurale à habitat dispersé, selon la nouvelle grille communale de densité à sept niveaux définie par l'Insee en 2022.
Elle est située hors unité urbaine. Par ailleurs la commune fait partie de l'aire d'attraction d'Avallon, dont elle est une commune de la couronne,. Cette aire, qui regroupe 74 communes, est catégorisée dans les aires de moins de 50 000 habitants,.

### Occupation des sols
L'occupation des sols de la commune, telle qu'elle ressort de la base de données européenne d’occupation biophysique des sols Corine Land Cover (CLC), est marquée par l'importance des territoires agricoles (76,8 % en 2018), une proportion identique à celle de 1990 (76,8 %). La répartition détaillée en 2018 est la suivante : terres arables (44 %), prairies (26,5 %), forêts (23,1 %), zones agricoles hétérogènes (6,4 %). L'évolution de l’occupation des sols de la commune et de ses infrastructures peut être observée sur les différentes représentations cartographiques du territoire : la carte de Cassini (XVIIIe siècle), la carte d'état-major (1820-1866) et les cartes ou photos aériennes de l'IGN pour la période actuelle (1950 à aujourd'hui).

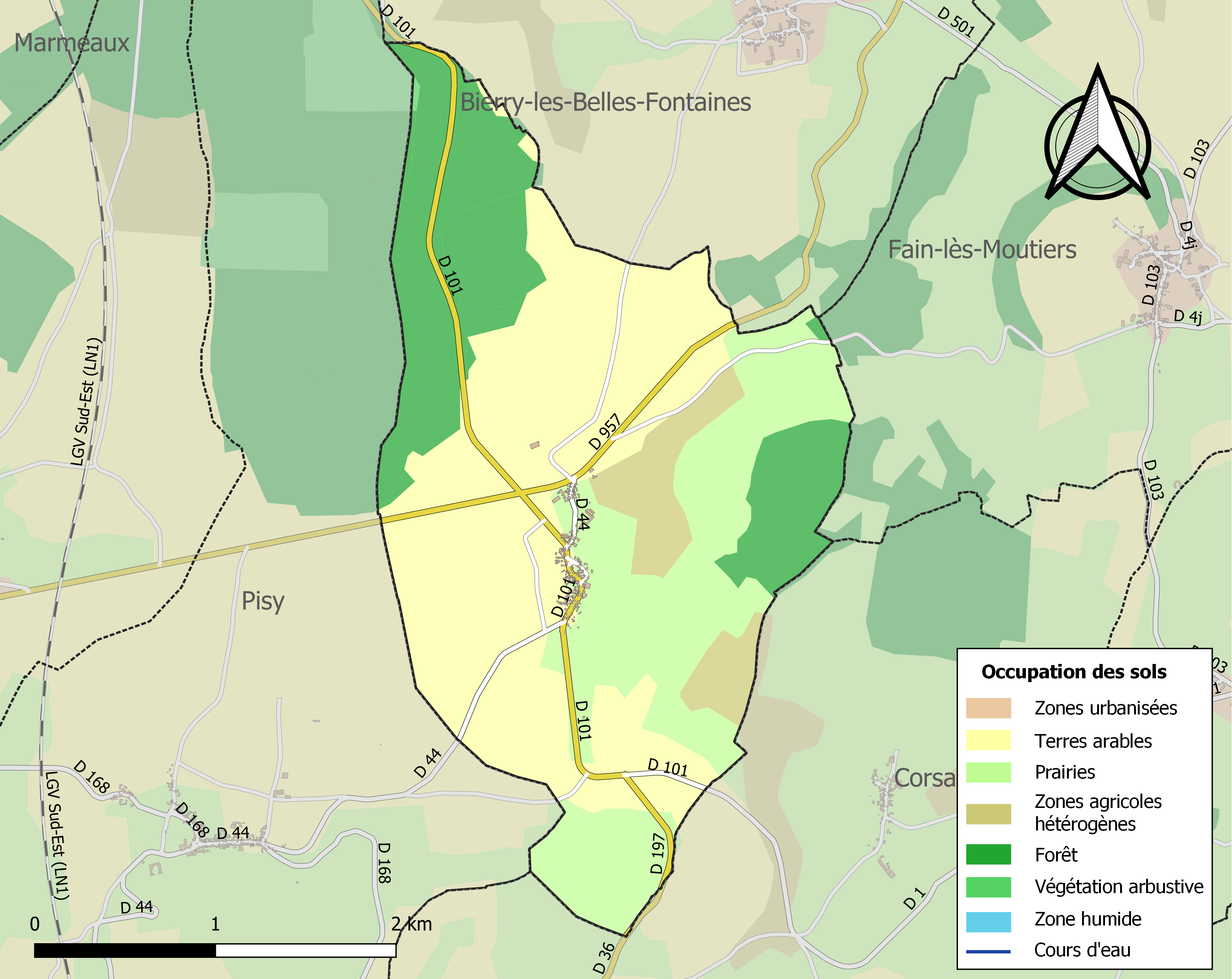
Carte des infrastructures et de l'occupation des sols de la commune en 2018 (CLC).

## Toponymie
Le nom de la localité est attesté sous la forme Vaixi en 1486.
Vassy serait formé à partir de l’anthroponyme gallo-romain  Vassius ou Vaccius auquel on a ajouté le suffixe -acum désignant « le domaine de », en l'occurrence *Vassiacum (devenu Vassy), d'où le sens global de « domaine de Vassius ou de Vaccius »,.
Le 8 juillet 2010, le Premier ministre autorise le changement de nom de la commune : Vassy-sous-Pisy redevient, administrativement, le nom officiel de la commune,.

## Politique et administration

### Administration municipale
La commune comptant moins de 100 habitants, le conseil municipal est constitué de neuf membres.

### Liste des maires
Trois maires seulement se sont succédé depuis 1945 :
| Période | Période  | Identité          | Étiquette | Qualité            |
| ------- | -------- | ----------------- | --------- | ------------------ |
| 1944    | 1945     | Germain Genty     |           |                    |
| 1945    | 1969     | Émile Gallon      |           |                    |
| 1969    | 1989     | Roger Canat       | DVD       | Agriculteur        |
| 1989    | 2014     | Michelle Philipot | DVD       | Ouvrière retraitée |
| 2014    | En cours | Michel Codran     |           | Agriculteur        |

### Jumelages
Au 31 juillet 2012, Vassy-sous-Pisy n'est jumelée avec aucune commune.

## Population et société

### Démographie
Pour la période de l'Ancien Régime, les données sont en nombre de personnes, sur la base de un feu pour 5 personnes :
| 1377 | 1397 | 1413 | 1442 | 1455 | 1461 | 1470 | 1543 | 1624 | 1643 | 1658 | 1666 | 1679 | 1686 |
| ---- | ---- | ---- | ---- | ---- | ---- | ---- | ---- | ---- | ---- | ---- | ---- | ---- | ---- |
| 20   | 135  | 70   | 15   | 95   | 75   | 120  | 180  | 360  | 340  | 145  | 265  | 310  | 290  |

L'évolution du nombre d'habitants est connue à travers les recensements de la population effectués dans la commune depuis 1793. Pour les communes de moins de 10 000 habitants, une enquête de recensement portant sur toute la population est réalisée tous les cinq ans, les populations de référence des années intermédiaires étant quant à elles estimées par interpolation ou extrapolation. Pour la commune, le premier recensement exhaustif entrant dans le cadre du nouveau dispositif a été réalisé en 2006.

En 2022, la commune comptait 62 habitants, en évolution de −12,68 % par rapport à 2016 (Yonne : −1,95 %, France hors Mayotte : +2,11 %).
| 1793 | 1800 | 1806 | 1821 | 1831 | 1836 | 1841 | 1846 | 1851 |
| ---- | ---- | ---- | ---- | ---- | ---- | ---- | ---- | ---- |
| 325  | 327  | 336  | 286  | 274  | 281  | 331  | 337  | 355  |

| 1856 | 1861 | 1866 | 1872 | 1876 | 1881 | 1886 | 1891 | 1896 |
| ---- | ---- | ---- | ---- | ---- | ---- | ---- | ---- | ---- |
| 355  | 349  | 288  | 290  | 295  | 300  | 296  | 271  | 269  |

| 1901 | 1906 | 1911 | 1921 | 1926 | 1931 | 1936 | 1946 | 1954 |
| ---- | ---- | ---- | ---- | ---- | ---- | ---- | ---- | ---- |
| 256  | 255  | 230  | 188  | 175  | 183  | 171  | 190  | 153  |

| 1962 | 1968 | 1975 | 1982 | 1990 | 1999 | 2006 | 2011 | 2016 |
| ---- | ---- | ---- | ---- | ---- | ---- | ---- | ---- | ---- |
| 130  | 119  | 121  | 96   | 89   | 96   | 83   | 76   | 71   |

| 2021 | 2022 | - | - | - | - | - | - | - |
| ---- | ---- | - | - | - | - | - | - | - |
| 65   | 62   | - | - | - | - | - | - | - |

### Enseignement
Vassy-sous-Pisy est située dans l'académie de Dijon.
La commune n'administre ni école maternelle ni école élémentaire communales.

### Santé
Les médecins les plus proches sont situés à Époisses en Côte-d'Or ou à Guillon dans l'Yonne.

### Cultes
La commune de Vassy-sous-Pisy dépend de la paroisse catholique Bierry-les-Belles-Fontaines au sein du diocèse de Sens-Auxerre.

## Économie
En 2012, on releve au registre de commerce une entreprise de moulage, deux exploitations agricoles, dont l'une conserve l'élevage bovins et un bûcheron-marchand de bois.

## Culture locale et patrimoine

### Lieux et monuments

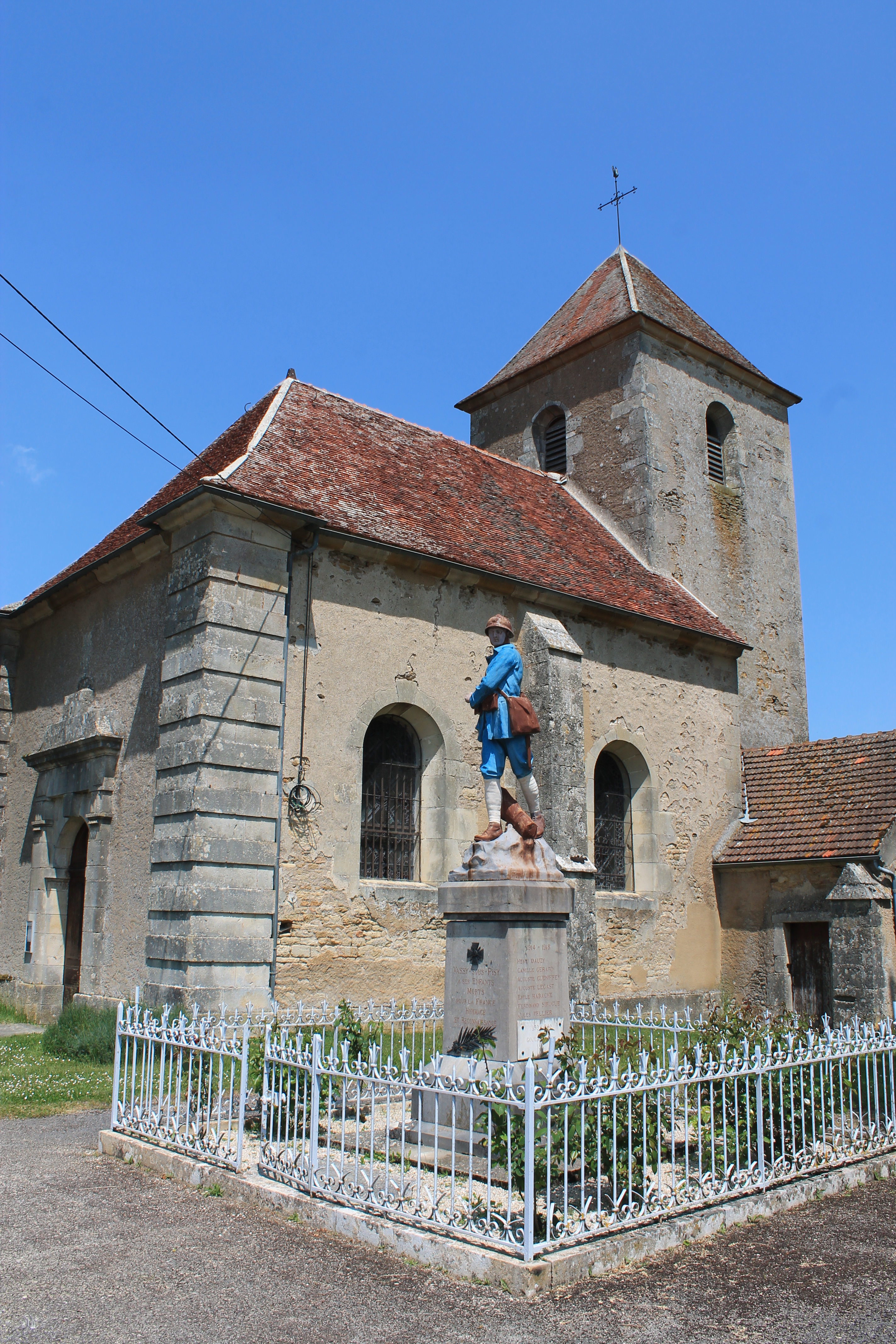
Église Saint-Martin et poilu du monument aux morts.

#### Église Saint-Martin
La nef et le portail sont d'ordre toscan. Le chœur et les deux chapelles latérales, voutée en pierre, sont de petites dimensions. Elle est construite sur les restes d'une ancienne chapelle du XVe siècle, probablement celle du prieuré. Elle est restructurée  en 1775 par Jacques-Nicolas Caristie « avec un clocher bas ». On peut observer, à l'extérieur : sur le portail une étonnante inscription REPUBLIQUE FRANCAISE - 14 juillet 1880, elle résulte d'un mouvement anticlérical en vogue dans ces années là ; un cadran solaire sur un des contreforts et des traces d'enduit peint en noir sur les murs du chœur, vestiges d'une litre funéraire. À l'intérieur: sur la droite, on trouve la chapelle seigneuriale « Notre-Dame », avec sa piscine liturgique, un hagioscope, et la dalle funéraire de Marie-Eustache « DESTIENNOT » dernier seigneur du lieu à y être inhumé en 1767. En face une petite pièce appelée « chapelle des chantres » permettait aux « chanteurs » d'accompagner l'office. Le chœur est rallongé par François Destienot en 1663, comme l'atteste l'inscription sur l'embrasure de l'ouverture de gauche, ce chœur comporte une litre funéraire qui apparaissait sous le ciel étoilé posé au XIXe siècle, malheureusement « l'ignorance » a fait recouvrir d'un badigeon blanc sa trace à la fin du XXe siècle,,, elle représente le blason des Estiennot avec son heaume et ses lambrequins. Cette église n'est pas le lieu du tristement célèbre « massacre de Vassy », celui-ci s'est déroulé au Vassy de la Haute-Marne dont la graphie est aujourd'hui Wassy. Ce monument est listé dans l'Inventaire général du patrimoine culturel de la France. Des fouilles ont été réalisées en 1992 sur le site de cette église et ont permis d’attester une occupation médiévale du site.
Les journées du patrimoine 2010 ont permis la visite de l’église ainsi que de l’exposition et l’intéressante reconstitution d’une litre funéraire.

#### Château

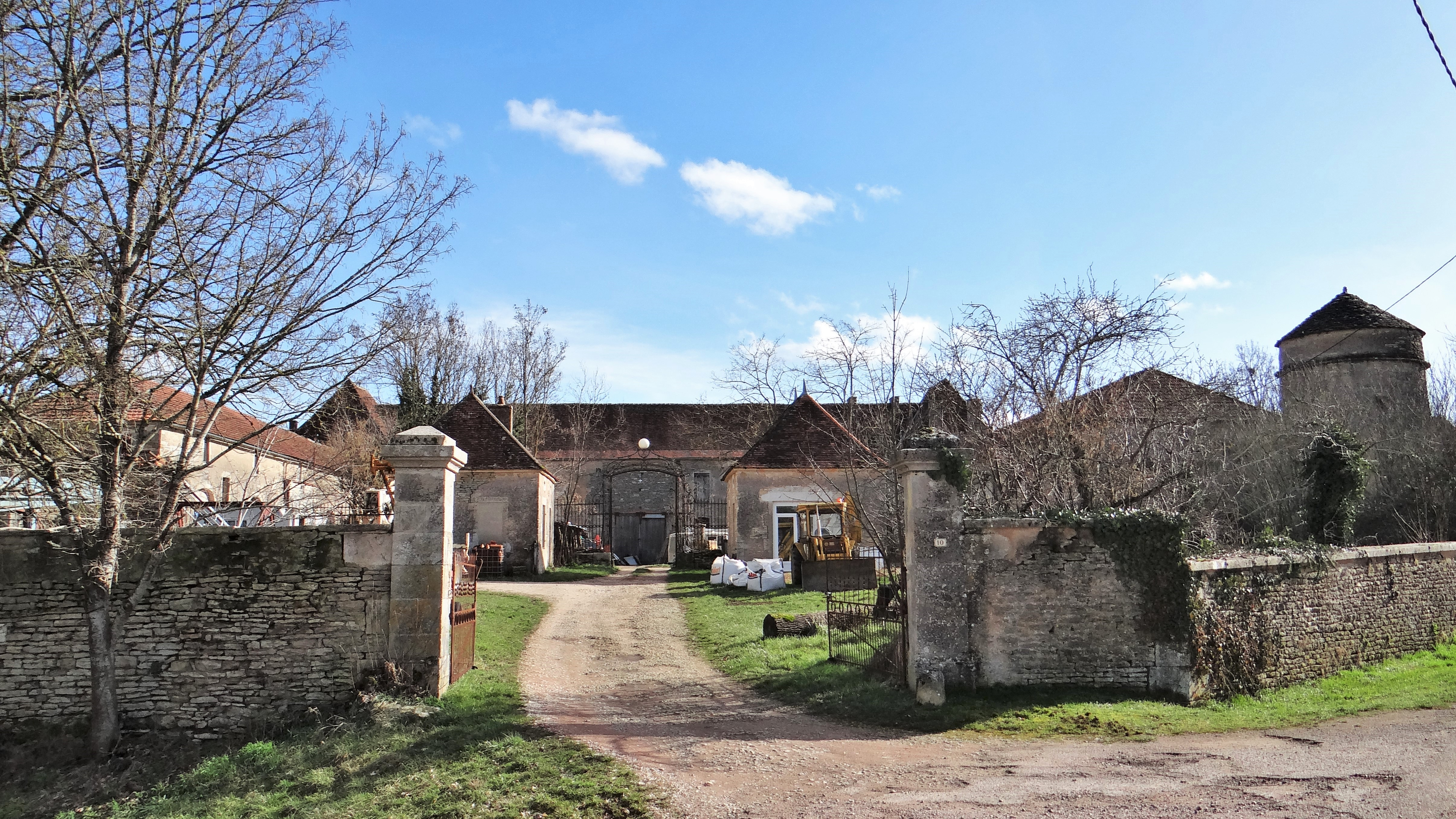
Ancien château.

Le château a été édifié sur l'emplacement du château fort au XVIIIe siècle. Cette grande demeure classique se composait d'un corps de logis prolongé de chaque côté, et à angle droit, par une aile terminée à son extrémité  par un pigeonnier rond, avec au centre une cour d'honneur fermée par une grille monumentale. Le terrain se divisait, en une avant-cour avec fossé et pont dormant, une basse-cour, un jardin anglais, un jardin à la française, un potager avec serres voutées, une vigne et un verger, sans oublier l'orangerie et l'étang. Considérablement modifié au milieu du XIXe siècle pour y installer une filature de laine (c'est à ce moment que la propriété est séparée en deux), les bâtiments sont reconstruits au XXe siècle pour les besoins d'une exploitation agricole, qui a cessé son activité vers 1990.

#### Autres monuments

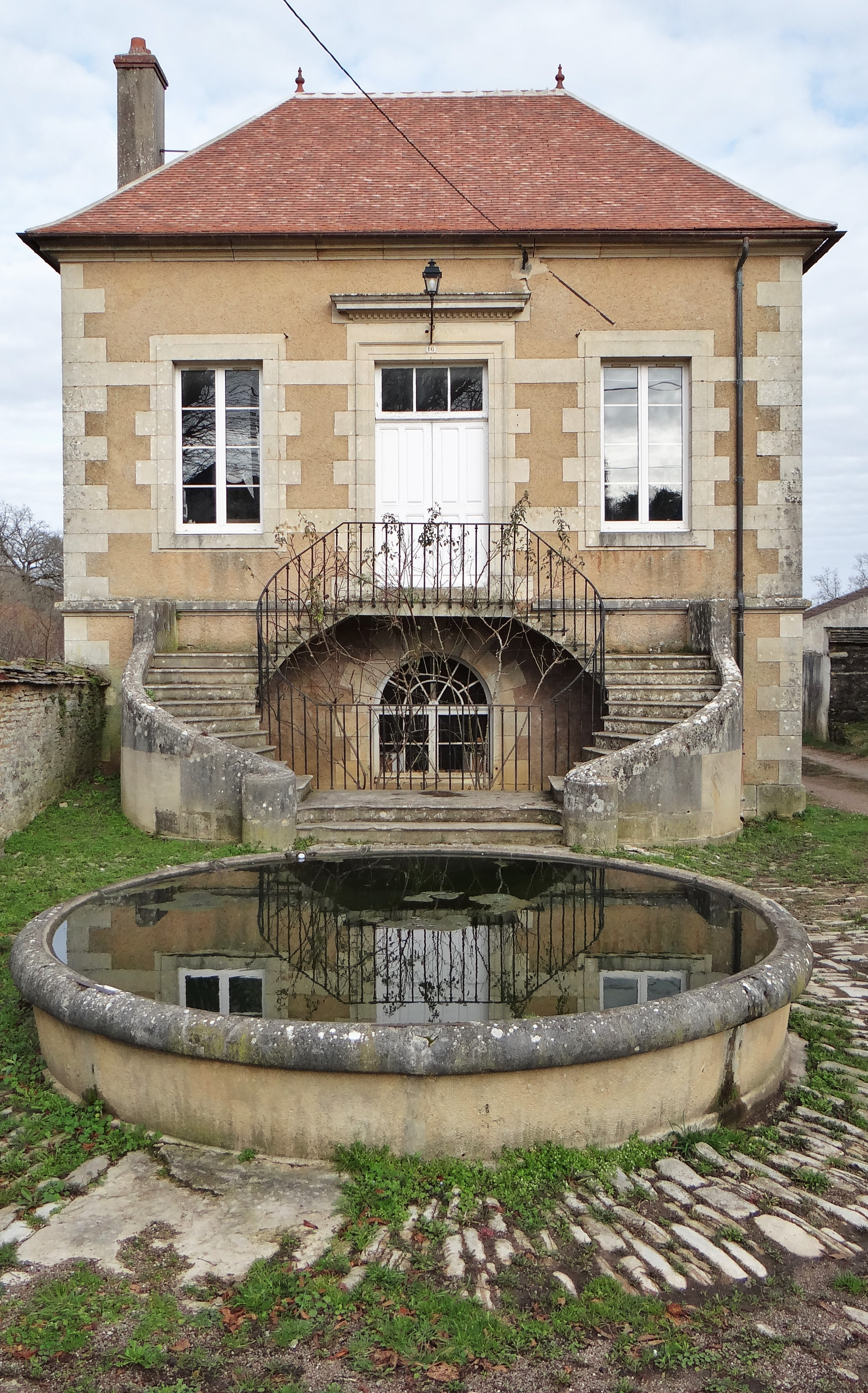
Salle communale.

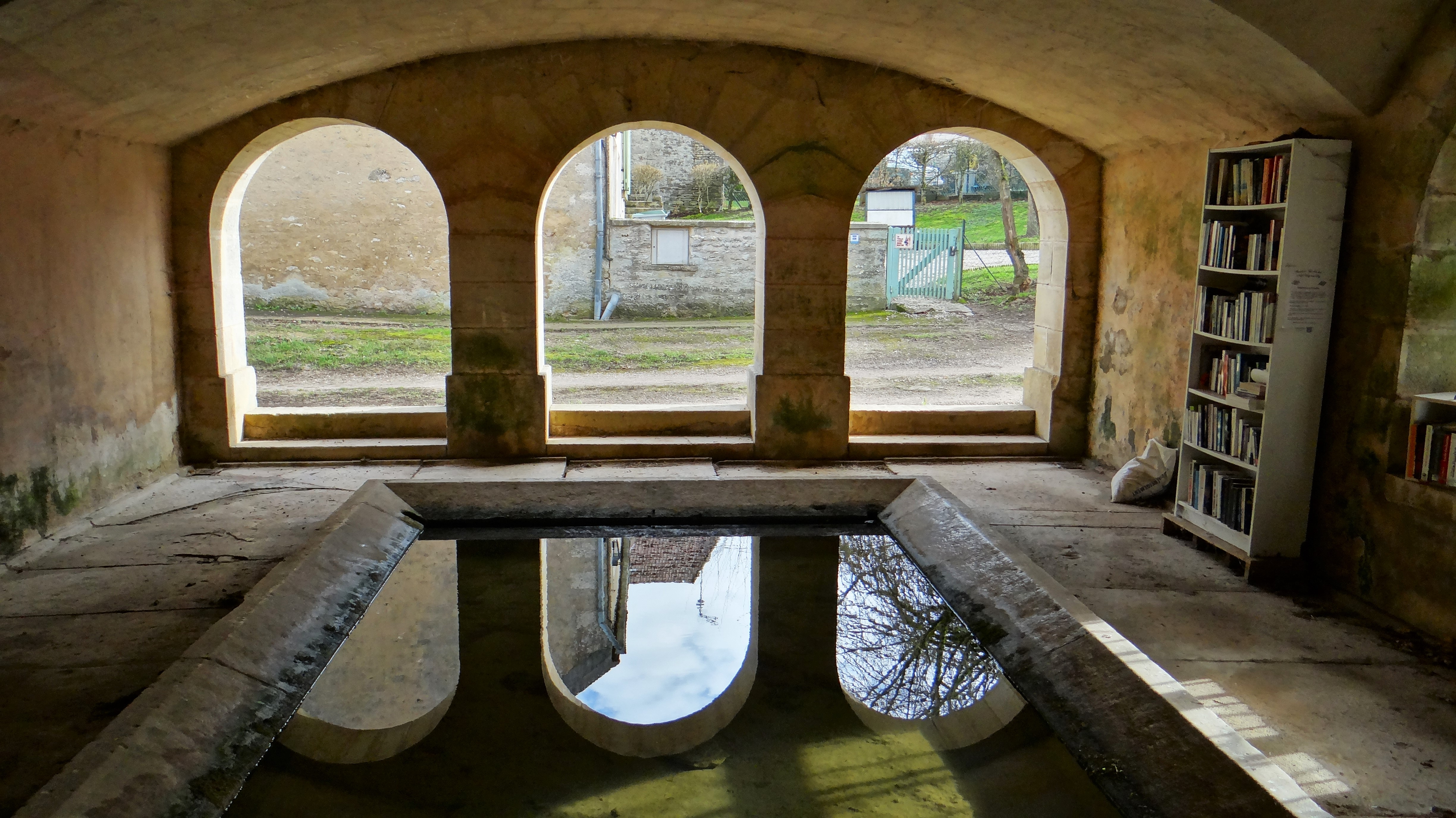
Lavoir sous la salle communale.

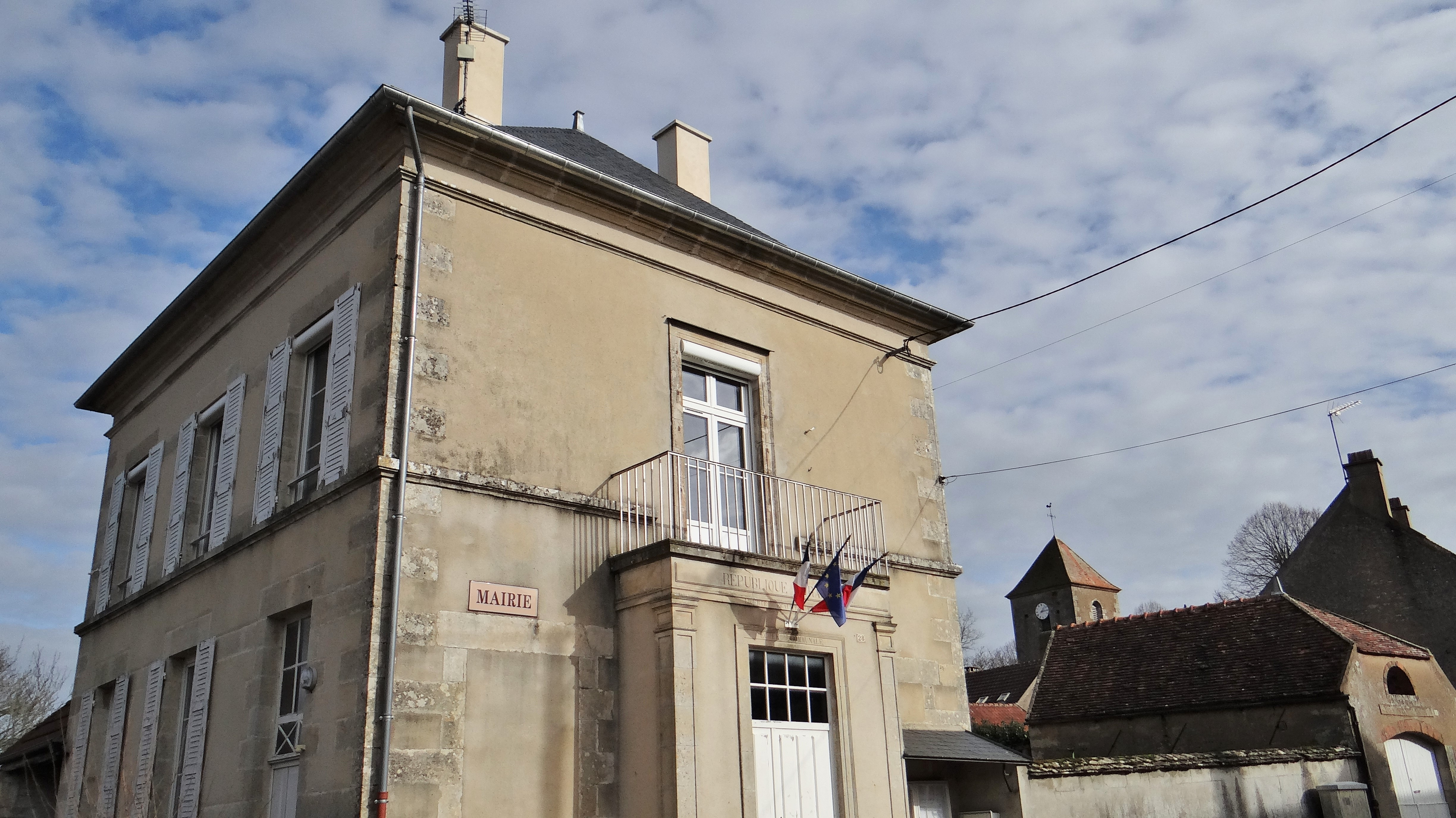
Mairie.

- Reste de l'ancienne ferme du château  maintenant exploitation agricole, située au nord-ouest du village. On y lit une inscription sur une arcade  aveugle : LAVS . DEO 1664. Certains érudits ont cru y voir, à tort, le prieuré.
- Les ruines d'un moulin à vent, encore en activité au début du XIXe siècle, dominent la route de Pisy[1].
- Quatre croix :
  - la première à l'extrême sud du village sur une petite place arborée avec table et bancs, on peut y observer deux cadrans solaires mal orientés : cette croix est listée dans l'Inventaire général du patrimoine culturel de la France[33].
  - la deuxième, sur l'ancienne route de Bierry-les-Belles-Fontaines : cette croix est listée dans l'Inventaire général du patrimoine culturel de la France[34].
  - la troisième, sur la route de Fain-les-Moutiers, on lit sur son socle "MON JESUS/MISERICORDE" : cette croix est listée dans l'Inventaire général du patrimoine culturel de la France[35].
  - la quatrième, au sein du cimetière : cette croix est listée dans l'Inventaire général du patrimoine culturel de la France[36].
- Trois lavoirs : le premier sous la salle communale (voir ci-dessous) ; le deuxième dit « du puits » dans la ruelle du même nom qui descend le long de l'ancien jardin anglais, il est précédé de trois abreuvoirs et permet de laver à genoux ou debout, construit au milieu du XIXe siècle il est alimenté par un réseau de canalisations provenant des fondations du château, probablement l'ancienne alimentation des douves ; le troisième, situé sur l'ancienne route menant à Moutiers-Saint-Jean, dit « des Bretenoux » a remplacé une fontaine du même nom au XIXe siècle. Ces lavoirs sont listés dans l'Inventaire général du patrimoine culturel de la France[37].
- La salle communale a été construite en 1851 par l'architecte avallonnais Tircuit. Son rez-de-chaussée est un lavoir destiné à remplacer celui qui se trouvait au centre de cette place. Elle est dotée d'un escalier « en fer à cheval » permettant d'accéder à la « salle de réunions électorales », et précédée d'un bassin rond servant d'abreuvoir. Cette salle et son lavoir sont listés dans l'Inventaire général du patrimoine culturel de la France[38].
- La mairie-maison d'école a été édifiée en 1843 par l'architecte avallonnais Tircuit, pour succéder à l'école qui se trouvait de l'autre côté de la rue, et modifié en 1881 par l'architecte Sauge pour y adjoindre le balcon-porte d'entrée actuel(projet daté du 10 août 1881). Cet élégant bâtiment a abrité, durant presque un siècle et demi, au rez-de-chaussée l'école, et à l'étage la mairie et le logement de fonction pour l'instituteur. Depuis la fermeture de la salle de classe, le siège de la municipalité occupe le rez-de-chaussée alors que l'étage a été transformé en appartement locatif. Cette mairie-école est listée dans l'Inventaire général du patrimoine culturel de la France[39].

### Patrimoine culturel
Plusieurs scènes de film ont été tournées dans la commune :
- Certaines scènes du feuilleton La Duchesse d'Avila, diffusé sur la 2e chaîne de l'ORTF en 1973, ont été tournées sur le territoire de Vassy-sous-Pisy, sur la route menant à Fain-les-Moutiers[réf. nécessaire].
- En 2001, Jean-François Stevenin a tourné une scène, avec Jean-Paul Roussillon, de son film Mischka sur la place de l'église à cause du « soldat peint »[réf. nécessaire].

### Personnalités liées à la commune
- Guy de Rochefort (1447-1507), premier Président au Parlement de Bourgogne puis chancelier de France, seigneur de Vassy[40].
- Guy-Germain Verrier, né le 26 juin 1869, décédé le 18 juin 1953, a été maire de Vassy de 1904 à 1912 puis de 1929 à 1944. Il a été conseiller général du département de l'Yonne. Il est l'un des 2725 Français à avoir été élevé au rang de Juste parmi les nations (à titre posthume) par le Mémorial de Yad Vashem (Israël), pour avoir sauvé des Juifs pendant l'Occupation de la France (1940-1944), alors qu'il était maire de ce village[41]. Il avait été décoré de la palme d'officier d'Académie en 1939[42].

## Pour approfondir